# Ladispoli
Ladispoli est une commune italienne située dans la ville métropolitaine de Rome Capitale dans la région du Latium.

## Administration
| Période                                  | Période  | Identité          | Étiquette | Qualité |
| ---------------------------------------- | -------- | ----------------- | --------- | ------- |
| 2017                                     | En cours | Alessandro Grando |           |         |
| Les données manquantes sont à compléter. |          |                   |           |         |

### Hameaux
Marina di San Nicola, Monteroni

### Communes limitrophes
Cerveteri, Fiumicino

## Histoire
Les premières preuves archéologiques d'une activité humaine sur le territoire de Ladispoli remontent au néolithique tardif (entre 3000 et 2000 av. J.-C.).
L'actuelle ville se dresse sur l'ancien port d'Alsium (it) , un des trois de Chisra (aujourd'hui Cerveteri), devant lesquels eu peut-être lieu la bataille navale d'Alalia.
Alsio devient colonie romaine en -272, et station balnéaire pour les riches romains qui y font bâtir des villas en bord de mer, tels Rufus, Pline le Jeune, (et d'après Cicéron)  Pompée et César. 
Datant de l'époque romaine, à vocation militaire, la "Torre Flavia" est utilisée pour surveiller la côte, et le sera encore au Moyen Âge et tardivement, étant rénovée et modernisée au XVIe siècle par Flavio Orsini.
En 546, lors de la Guerre des Goths, Totila soumet et détruit la ville.
Le Castello di Palo (it), construit au XIIe siècle à l'emplacement d'une fortification de fortune bâtie avec des blocs de pierres cannibalisés sur les constructions antiques, appartint entre autres à la Famille Orsini, puis à la Famille Odescalchi. L'étymologie du nom "Ladispoli" est une contraction de "Ladislao" auquel fut ajouté le mot grec "polis" ("ville"). En 1884 Ladislao Odescalchi hérita du château, puis fonda une station balnéaire portant son nom, qui devint en 1970 la municipalité indépendante de Ladispoli. 
Dans les années 1970-1980, Ladispoli fut un point de transit pour les immigrants soviétiques, qui vivaient là en attendant des visas pour les États-Unis, le Canada et l'Australie.
L'actrice Laura Antonelli meurt à son domicile en ville, le 22 juin 2015.